# 埃及艳后 (电视剧)
《埃及艳后》（英語：Queen Cleopatra）是Netflix推出的一部剧情式纪录片，由英国籍混血黑人演员阿黛尔·詹姆斯饰演埃及艳后，于2023年5月10日首播。本剧属于由潔達·蘋姬·史密斯执行制片的《非洲的女王們》系列第二季。

## 演员
| 演員          | 角色             |
| 阿黛尔·詹姆斯 | 克里奥帕特拉七世 |
| 克雷格·拉塞尔 | 马克·安东尼      |
| 约翰·帕特里奇 | 尤利烏斯·凱撒    |

## 分集剧情
| 集數 | 標題              | 導演        | 編劇         | 首播日期      |
| --- | ----------------- | ----------- | ------------ | ------------- |
| 1 | Rivals            | 蒂娜·加拉維 | Peres Owino  | 2023年5月10日 |
| 托勒密十二世去世，克里奥帕特拉七世与托勒密十三世争权失败被迫离开埃及；托勒密十三世一方的波提纽斯杀害庞培，反而引起凱撒的不满。克里奥帕特拉联手凱撒，击败托勒密十三世，掌握埃及权力。 |                   |             |              |               |
| 2 | When in Rome      | 蒂娜·加拉維 | Peres Owino  | 2023年5月10日 |
| 克里奥帕特拉诞下恺撒里昂，和家人前去罗马居住，凱撒始终未承认恺撒里昂；恺撒被刺死后，罗马爆发内战；克里奥帕特拉结识马克·安东尼。                                                      |                   |             |              |               |
| 3 | What Must Be Done | 蒂娜·加拉維 | Nnenne Iwuji | 2023年5月10日 |
| 克里奥帕特拉与马克·安东尼进一步发展关系，成为盟友。克里奥帕特拉和马克·安东尼的联军与屋大维之间爆发亚克兴海战，联军战败撤回埃及。                                                     |                   |             |              |               |
| 4 | The Last Pharaoh  | 蒂娜·加拉維 | Nnenne Iwuji | 2023年5月10日 |
| 屋大维从陆上向埃及进军，克里奥帕特拉与马克·安东尼走向末路。 |                   |             |              |               |

## 争议
本剧因选择黑人饰演埃及艳后遭受争议。本剧于2023年4月12日发布预告片。预告遭到大量抨击，在YouTube上收获2百万观看量后不得不关闭了评论区。本剧顾问、纽约汉密尔顿学院非洲研究教授雪莱·海莉在预告剪辑片段中回忆起其祖母告诉她“我不在乎他们在学校告诉你什么，埃及艳后是黑人。”
埃及旅遊與古文物部和埃及最高文物委员会均发表声明表示埃及艳后为浅肤色人。埃及官员坚称他们反对的主要是该剧的“纪录片”标签，而非种族主义。埃及考古学家札希·哈瓦斯表示古埃及已知的黑人(努比亞人)统治者仅限于埃及第二十五王朝的庫施国王，Netflix是在“试图通过传播埃及文明的起源是黑人的虚假和欺骗性事实来引起混乱”。埃及青年在网络上以标签 #مصر_للمصريين （埃及人的埃及）发起反击活动，发布一半脸为古埃及人、另一半脸为自己的图片，以展示当今埃及人与古埃及人之间的相似之处。
本剧导演蒂娜·加拉维是波斯人，她在《綜藝》杂志的客座专栏中表示埃及艳后也不是长伊丽莎白·泰勒（电影版演员）那样的白人，她还举例HBO剧集《罗马》将埃及艳后演绎成一位“下流、放荡的吸毒者”，但埃及人却并不介意。导演称克利奥帕特拉的故事“与其说是关于她，不如说是关于我们是谁”。本剧埃及艳后演员阿黛尔·詹姆斯对有关“洗黑”（blackwashing）的言论表示强烈反对。剧集制作人表示埃及艳后的种族不是重点，本剧有意将其描绘成混血儿，以“反映有关克利奥帕特拉可能的埃及血统和古埃及多元文化的理论”。制片方唯一拥有埃及血统的专家、伯明翰城市大學教授伊斯拉姆·伊萨表示当今的二元种族术语很难适用于克利奥帕特拉的时代背景。

## 评价
本剧播出后收获了普遍负评。截至2023年5月15日，在本剧播出5日后，其烂番茄新鲜度为13%，观众爆米花指数1%，IMDB评分低至1.1/10。
截至2023年5月24日，本剧的IMDB评分降至1/10，约7万人评分，此外烂番茄观众爆米花指数为3%。